# Brenthis minor
Brenthis minor är en fjärilsart som beskrevs av Cabeau 1928. Brenthis minor ingår i släktet Brenthis och familjen praktfjärilar. Inga underarter finns listade i Catalogue of Life.